# Tomești (Fehér megye)
Tomești falu Romániában, Erdélyben, Fehér megyében.

## Fekvése
Valeabarni (Valea Barnii) közelében fekvő település.

## Története
Tomeşti korábban Valeabarni (Valea Barnii) része volt, 1956 táján vált külön 84 lakossal.
1966-ban 75 lakosa volt. 1977-ben 68 lakosából 67 román volt. 1992-ben 36, 2002-ben pedig 19 román lakosa volt.